# Obristfeld
Obristfeld ist ein Ortsteil von Redwitz an der Rodach im oberfränkischen Landkreis Lichtenfels.

## Geografie
Das Pfarrdorf liegt etwa zwölf Kilometer östlich von Lichtenfels an einem Hang oberhalb vom Maintal. Durch Obristfeld führt die Kreisstraße LIF 21 von Redwitz nach Neuses am Main.

## Geschichte
Der erste urkundliche Erwähnung erfolgte 1096 mit der Person Gundeloh „de Oberstenuelt“ als Zeuge in einer Urkunde des Hochstifts Bamberg über Burgkunstadt. Ein Pfarrer ist für das Jahr 1290 belegt. 1299 veräußerten Kunemund (Kanoniker am Bamberger Dom) und sein Bruder Albert von Giech, bambergischer Ritter, unter anderem ihre Güter in „Oberstenuelt“ an das Kloster Langheim. 1367 wurde der Ort dem Kloster zugesprochen. Das Kirchenpatronat hatten die Herren von Redwitz. 1561 wurde der erste offizielle evangelische Pfarrer eingeführt.
Im Jahr 1801 gehörte der Zent dem Amt des Hochstifts in Weismain, die Dorf- und Gemeindeherrschaft dem Kloster Langheim. Die Lehen des Klosters bestanden aus fünf Häusern mit Stadeln. Weitere fünf Häuser mit Stadeln und ein unbebautes Gut waren dem Weismainer Amt steuerbar.
Obristfeld gehörte als Teil der Landgemeinde Neuses am Main zum Obermainkreis. 1862 folgte die Eingliederung des Dorfes in das neu geschaffene bayerische Bezirksamt Lichtenfels.
1875 zählte Obristfeld 148 Einwohner und 58 Gebäude. Das Pfarrdorf hatte eine eigene evangelische Schule und gehört zum Dekanat Michelau. 1900 umfasste die Landgemeinde Neuses am Main zusammen mit Obristfeld eine Fläche von 421,17 Hektar, 281 Einwohner, von denen 29 katholisch und 252 protestantisch waren, sowie 49 Wohngebäude. 142 Personen lebten in Obristfeld in 24 Wohngebäuden. Der Ort gehörte zum Sprengel der 6,5 Kilometer entfernten katholischen Pfarrei Altenkunstadt. 1925 lebten in dem Pfarrdorf 136 Personen in 25 Wohngebäuden. 1950 hatte der Ort 207 Einwohner und 26 Wohngebäude. Im Jahr 1970 zählte Obristfeld 165 Einwohner und 1987 210 Einwohner sowie 55 Wohngebäude mit 67 Wohnungen.
Die Eingemeindung nach Redwitz an der Rodach fand am 1. April 1972 statt. Der Gemeindeteil Neuses wechselte nach Burgkunstadt.

## Sehenswürdigkeiten

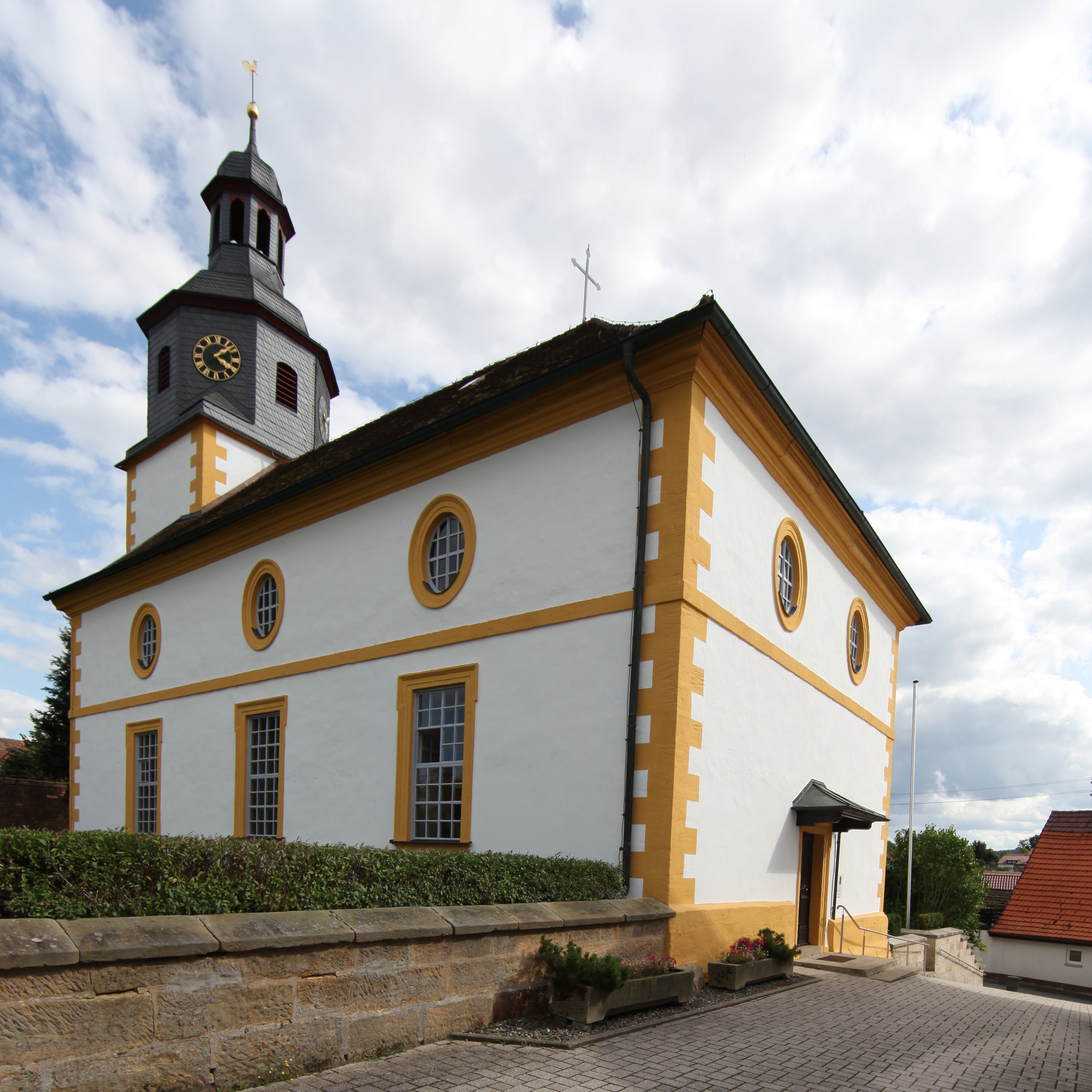
Evangelisch-lutherische Pfarrkirche St. Nikolaus

Die evangelisch-lutherische Pfarrkirche St. Nikolaus wurde 1707 als Ersatzbau für eine mittelalterliche Kirche errichtet. Die Saalkirche hat einen Kanzelaltar und eine Orgel mit zehn Registern. Das Instrument aus dem Jahr 1870 stellte der Orgelbauer Bittner auf. Die zwei kleinsten Glocken des Geläutes stammen aus dem 16. Jahrhundert.